# 全日本アニソングランプリ
全日本アニソングランプリ（ぜんにほんアニソングランプリ）は、アニメソング限定の音楽オーディションイベント。アニマックス主催。2007年から年に1度開催されていた。
2014年度に開催を見送ると公式サイトで発表されて以降開催の案内はなく、公式サイトも削除された。

## 概要
いわゆる大都市圏（広島県を除く七大都市圏の県庁所在地）で予選を実施し、各予選大会の優勝者1組・準優勝者1組と各地区4組合計24組の特設サイトでのWEB審査での投票で決定した敗者復活者1組で決勝戦が行われグランプリを決定する（第4回大会実績参考）。
グランプリ受賞者は、アニマックスで放送されるテレビアニメの主題歌を担当する形でメジャーデビューをする権利が与えられる。
全6会場の予選大会・東京の決勝大会の模様は、2008年大会からアニマックスWEBサイトで生中継。後日、ダイジェスト放送として決勝・予選の様子をアニマックスで特番として放送している。
2009年には「We love anime」というキャッチコピーが作られ、沖縄県でも予選が行われている。
2010年には、10,189組の応募者となる。予選地区は沖縄に変えて、東北ブロックとして仙台大会が追加された。
審査には主催のアニプレックスをはじめ、ソニーミュージック、エイベックス、ポニーキャニオン、ユニバーサルミュージック（旧EMIミュージックジャパン）などのレコード会社、ホリプロ、スペースクラフトなどの芸能プロダクションが参加している。グランプリ受賞者だけでなく、決勝大会まで進んだファイナリストからもプロデビューした実績がある。総合プロデューサーは杉本壮太郎。
応募資格は以下の通り。
- 歌が好きで、人前で歌える（グループでの応募も可）
- プロデビューを真剣に目指している
- プロダクション等の芸能活動を行う団体と契約していない、または契約の予定がない

WEBアニメスタイルの和田穣は「歌えて踊れてルックスのいい若手声優が珍しくない中歌手専業で対抗するのは難しい」「歌唱力で即戦力の人材は出ても固有のファン層を持った人間がいない」「タイアップ・イベント露出により浮動票を獲得しコアなファン層に育て上げるのに時間がかかる」といった要因から「既に固有のファン層を掴んでいる者にタイアップを与えより売上を伸ばす方向にシフトしていくのは必然」として本グランプリの意義は終わりつつあると2015年に分析している。

## 過去の開催日程
| 回数 | 年   | 応募者数 | 決勝大会                 | グランプリ受賞者 | グランプリ受賞者の 決勝戦歌唱曲 |
| ---- | ---- | -------- | ------------------------ | ---------------- | --- |
| 1    | 2007 | 1,792組  | 8月1日                   | 喜多修平         | 1曲目：愛をとりもどせ!!（北斗の拳） 2曲目：夢光年（宇宙船サジタリウス） 3曲目：In My Justice -翼の伝説-（超者ライディーン）                                                |
| 2    | 2008 | 3,186組  | 9月21日                  | HIMEKA           | 1曲目：Silly-Go-Round（.hack//Roots） 2曲目：Adèsso e Fortuna 〜炎と永遠〜（ロードス島戦記） 3曲目：きらめく涙は星に（Fate/stay night）                                    |
| 3    | 2009 | 6,570組  | 9月21日 ニューピアホール | 佐咲紗花         | 1曲目：甲賀忍法帖（バジリスク 〜甲賀忍法帖〜） 2曲目：Komm,süsser Tod（新世紀エヴァンゲリオン劇場版 Air/まごころを、君に） 3曲目：創聖のアクエリオン（創聖のアクエリオン） |
| 4    | 2010 | 10,189組 | 9月25日 ニューピアホール | 河野マリナ       | 1曲目：Believe（機動戦士ガンダムSEED） 2曲目：消えないで（ダ・カーポII セカンドシーズン） 3曲目：深愛（WHITE ALBUM）                                                       |
| 5    | 2011 | 10,223組 | 10月9日 ニューピアホール | 鈴木このみ       | 1曲目：ノーザンクロス（マクロスF） 2曲目：ダイアモンド クレバス（マクロスF） 3曲目：創聖のアクエリオン（創聖のアクエリオン）                                               |
| 6    | 2012 | 10,171組 | 10月7日 ニューピアホール | 岡本菜摘         | 1曲目：優しさの理由（氷菓） 2曲目：Brave song（Angel Beats!） 3曲目：インフィニティ（マクロスF）                                                                           |
| 7    | 2013 | 10,320組 | 9月29日 ニューピアホール | 小林竜之         | 1曲目：君ノカケラ feat 宮本笑里（夏目友人帳 参） 2曲目：君だけを（緋色の欠片 第二章） 3曲目：あの日タイムマシン（続 夏目友人帳）                                           |
| 中止 | 2014 | -組      | -                        | -                | - |

※決勝大会は東京で開催。

## 第1回大会
応募総数1,792組。この大会を制したのは大阪大会準優勝で決勝大会に進出した喜多修平。アップテンポな曲が課題となる1曲目に『北斗の拳』OP「愛をとりもどせ」をチョイス。スローテンポな曲が指定された2曲目には、自身が人前で初めて歌ったという思い出の曲、『宇宙船サジタリウス』のED「夢光年」を披露しグランプリを獲得。2008年2月に、メジャーデビューした。

## 第2回大会
第1回に比べ、2倍近い3,186通の応募があった。この大会の注目はカナダ出身、東京在住半年のHIMEKA。カナダ在住時から日本のアニメに親しみ、アニソン歌手になるために日本へやってきた。決勝で彼女は『.hack//Roots』のOP 「Silly-Go-Round」、OVA『ロードス島戦記』のOP「Adèsso e Fortuna 〜炎と永遠〜」、『Fate/stay night』のOP「きらめく涙は星に」を披露、優勝した。また、この大会には、特別賞を受賞し後にデビューした井上ひかりや、後にSKE48に加入した古川愛李、声優ユニット『ワンリルキス』に加入した藤村鼓乃美なども出場している。

## 第3回大会
第2回のさらに倍となる6,570組の応募があった。リアルタイムでのWEB投票や1対1で決着をつけるマッチアップ方式といった新方式で開催された。後にAyaRukaのメンバーとして、『おまもりひまり』のOPを歌うこととなる坂本彩や、中野風女シスターズ(現・風男塾)に加入した瀬口かな、声優として活躍中の愛美、2013年にメジャーデビューを果たしたGeroが出場した。そしてこの大会を勝ち抜いたのが佐咲紗花。『新世紀エヴァンゲリオン劇場版 Air/まごころを、君に』ED「Komm,süsser Tod」、そしてファイナルでは「創聖のアクエリオン」を披露。第3回大会を締めくくった。

## 第4回大会
応募総数は10,189組で、「アニソン」という限られたジャンルでありながら音楽オーディションとしては国内最大規模の応募数となった。今回も第3回同様リアルタイムでのWEB投票や1対1で決着をつけるマッチアップ方式といった方式で開催された。優勝した河野マリナは2011年5月、「Morning Arch」でデビュー、ファイナリストからは伊藤彩（春奈るな）、吉田達彦がメジャーデビューしている。
- 主催：アニマックスブロードキャスト・ジャパン
- 特別協賛：ひかりTV（NTTぷらら）
- 協賛：JOYSOUND、ロッテリア、JTBエンタテインメント、集英社りぼん、アニプレックス、東芝
- レーベル協賛：コロムビアミュージックエンタテインメント、ソニー・ミュージックジャパンインターナショナル、ポニーキャニオン、ランティス
- 審査参加企業：アニプレックス、EMIミュージック・ジャパン、エイベックス・エンタテインメント、コロムビアミュージックエンタテインメント、スペースクラフトプロデュース、スマイル音楽出版、ポニーキャニオン、ホリプロ、ランティス、JTBエンタテインメント ほか（※掲載は五十音順）

## 第5回大会
優勝者の鈴木このみは、2012年にアニマックスなどで放送された『黄昏乙女×アムネジア』のOP「CHOIR JAIL」でプロデビューした。また、ファイナリストの大倉明日香は2013年2月に「Prime number 〜君と出会える日〜」でデビュー、同じくファイナリストの駒形友梨も2012年に声優としてデビュー、また、前年の第4回大会に続き2年連続ファイナリストとなった松田利冴・颯水姉妹もそれぞれ声優としてデビューしている。

## 第6回大会
優勝者は当時18歳の岡本菜摘であるが、ネット上で彼女の歌唱力に対する否定的な意見が多かった事に関し、大会委員長である水木一郎が2012年11月5日にTwitter上で「優勝した人には何の責任もありません」とフォローをしつつも「昨日放送のアニソングランプリの評価はみなさんの感じたままをきちんと受け止めるべきだろう」と審査員に対して苦言を呈し、大会委員長である自身の意見が審査員に伝わらなかった事による無力さを痛感したと語っている。
また、この件で審査委員長である「やまちゃんぐ」のTwitterにも苦情が殺到し炎上。その後、水木一郎に対しTwitter上で「水木さんの仰る事、尤もですしご意見を無視するつもりも毛頭ありませんでしたが、どういった事情であれ結果かようにツイートされるに至らしめてしまった事はお詫びします。」と謝罪した。
なお岡本は、2013年7月より放送された『幻影ヲ駆ケル太陽』のED「-Mirage-」で2013年7月24日にデビューした。

## 第7回大会
過去最高となる10,320組の応募が集まり、東京予選大会を1位で通過した小林竜之が優勝を飾った。男性のグランプリ受賞は、第1回の喜多修平以来6年ぶりとなる。小林は、2013年9月から放送されている『最強銀河 究極ゼロ 〜バトルスピリッツ〜』の第2期OP「ZERO」で2014年7月23日にデビューした。さらに歴代グランプリ受賞者7名によるボーカルユニット・AG7が結成され、同アニメの第3期ED「Endless NOVA」を担当（同曲は小林のデビューシングル「ZERO」に収録）。また、ファイナリストの鈴木愛奈はその後「Aqours」の一員として、同じくファイナリストのタナベエミはその後男装アイドルグループ「風男塾」の一員（2020年7月17日に卒業）としてそれぞれ活躍している。